# Kärntner Straße
La Kärntner Straße (« rue de la Carinthie ») est une rue de Vienne en Autriche.

## Situation et accès
Cette artère commerciale est la plus fréquentée du centre-ville de Vienne. Site touristique majeur, elle relie la Stephansplatz et la cathédrale Saint-Étienne, en passant par la Stock-im-Eisen-Platz à l'angle de la rue Graben et l'opéra d'État de Vienne au Ring jusqu'à la Karlsplatz. En continuant la voie de la Stephansplatz vers le nord-est, la Rotenturmstraße mène au canal du Danube.

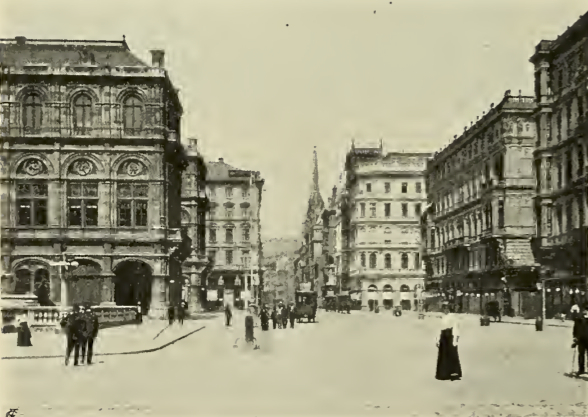
La Kärtner Straße au debut du XXe siècle.

La rue est desservie par les stations du métro Karlsplatz, desservie par les lignes U1, U2 et U4 et Stephansplatz desservie par les lignes U1 et U3 et est également reliée au réseau du tramway de Vienne.

## Origine du nom
La Kärntner Straße, tire son nom de la province autrichienne de Carinthie (en allemand Kärnten).

## Historique
La ville était autrefois une voie romaine partant du camp de Vindobona et traversant son fossé (« Graben »). La rue est citée pour la première fois en 1257, sous le nom latin de strata Carinthianorum, reliant le centre-ville à la porte de Carinthie (Kärntner Tor) qui permettait de traverser l'enceinte de Vienne. Au temps de la monarchie de Habsbourg, la Cärnerstrass (1563) était un axe routier important comme voie commerciale vers la province méridionale de Carinthie et, plus loin, en direction des ports de Venise et de Trieste sur l'Adriatique.
La rue a été étendue peu à peu et élargie au fil de temps, notamment dans l'époque du Gründerzeit au XIXe siècle et à la période de la double monarchie. En 1878 est construit le Kärntner Hof à l'angle de la Führichgasse, un complexe d'immeubles autour d'un passage avec un toit en verre au-dessus des trois étages, qui néanmoins fut démoli 30 ans plus tard déjà. De nombreux bâtiments sont endommagés pendant la Seconde Guerre mondiale. 

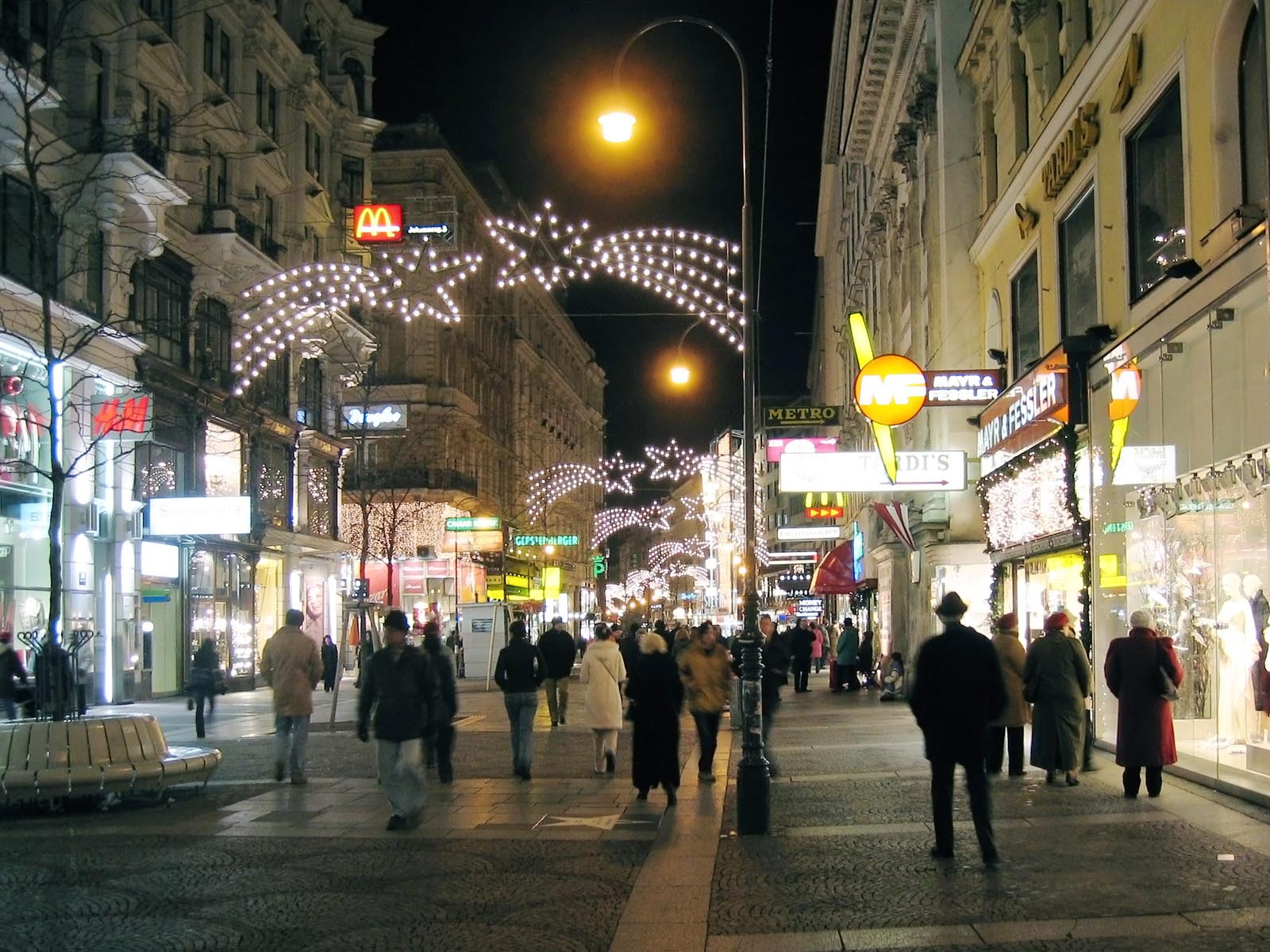
La Kärntner Straße la nuit.

La rue est en grande partie depuis 1974 une voie piétonne et comporte plusieurs grands magasins tels que la cristallerie J. & L. Lobmeyr et le Steffl Department Store Vienna.

## Bâtiments remarquables et lieux de mémoire
- Cathédrale Saint-Étienne (Stephansdom)
- Malteserkirche
- Palais Esterházy
- Hôtel Sacher, sur le site de l'ancien Theater am Kärntnertor
- Palais Todesco
- Opéra d'État de Vienne (Wiener Staatsoper)